# Архиерей (рассказ)
Архиерей ― рассказ русского писателя Антона Павловича Чехова, впервые опубликованный в апрельском выпуске «Журнала для всех» в 1902 году.

## Публикация
В декабре 1899 года в одном из своих писем Чехов пообещал редактору Виктору Миролюбову написать рассказ в «Журнал для всех». Однако приступил к работе над ним он намного позже, о чём можно судить по содержанию его письма к О. Л. Книппер от 16 марта 1901 года, в котором он писал, что работает над рассказом «на сюжет, который сидит у меня в голове уже лет пятнадцать». В июле того же года Миролюбов напомнил Чехову о его старом обещании. Чехов 3 августа в письме заверил его, что часть его уже готова, но в октябре был вынужден снова извиниться за очередную задержку. Он послал рассказ в журнал только 20 февраля 1902 года с извинениями, объясняя задержку ухудшением его здоровья, и с предупреждением, что он будет «спорить с цензорами за каждое слово» и не позволит сильно исковеркать текст. Серьёзные цензурные сокращения действительно имели место, не говоря уже об ошибках невнимательных корректоров. Из-за всего этого Чехову потребовался ещё один месяц, чтобы всё поправить. Наконец, «Архиерей» был опубликован в апреле 1902 года в «Журнале для всех» (выпуск № 4).
Немного изменённая версия рассказа была включена в 12-й том второго издания собрания сочинений А. П. Чехова, опубликованный Адольфом Фёдоровичем Марксом в 1903 году. Затем он также появился в 11-м томе третьего издания, выпущенного в 1906 году уже после смерти самого писателя.

## Прототипы персонажей
По словам Михаила Павловича Чехова, прообразом главного героя рассказа был Степан Алексеевич Петров, который жил на Садово-Кудринской улице в Москве. Будучи студентом филологического факультета Московского университета, он вдруг стал монахом и вскоре стал авторитетным богословом. Отец Сергий, как он стал известен, часто бывал у Чехова в Ялте, в основном на даче писателя, в Яутке.
Здесь следует отметить ошибочность утверждения М. П. Чехова о том, что «ассоциацией, благодаря которой появился на свет рассказ „Архиерей“», были свидания Чехова в Ялте с епископом Сергием — С. А. Петровым, давним знакомым семьи Чеховых (Антон Чехов и его сюжеты, стр. 47). Архимандрит, а затем епископ Сергий переписывался с Чеховым в 1897—1900 и 1902—1904 годах, однако по крайней мере до весны 1904 г. не бывал в Ялте и не встречался с Чеховым. Но какую-то роль в начале работы над рассказом могло сыграть известие о возведении Сергия в архиерейский сан, о чем Чехов узнал в начале 1899 г. (см. его письмо к М. П. Чеховой от 16 января этого года).

## Отзывы критиков
Рассказ получил в целом положительные отзывы в современной Чехову российской прессе. Один из критиков издания «Биржевые ведомости» (подпись И. А., 14 мая 1902, выпуск № 129) назвал рассказ «одним из самых прекрасных и изящных» произведений чеховского сборника. Несколько критиков (в том числе А. Эльф в издании «Восточное обозрение») оценил художественные достоинства рассказа и то, как в нём представляется детальная, глубокая картина жизни русского священнослужителя. 14 октября Миролюбов писал Чехову: «я был в Ясной поляне, старик Лев Толстой выражал восторг по поводу Архиерея и спрашивал о вашем здоровье».
Иван Бунин писал, что рассказ был «написан изумительно. Только тот, кто занимается сам литературой и сам испытал эти адские мучения, может постигнуть всю красоту этого произведения». И сам Бунин, и Толстой, и Куприн считали этот рассказ одним из лучших произведений Чехова.
В разделе «Религиозное и Мирское» сборника «Читая Чехова» Нильс Акэ Нильсон анализирует рассказ «Архиерей», разъясняет авторскую технику переходов и контрастов, соотношения тривиальных и серьезных сцен, соотношения будущего и настоящего времени в их единстве. Описанное, по мнению Нильсона, указывает на духовное возрождение.

## Сюжет
Архиерей Петр — викарный епископ, служащий в церкви всенощную. После службы он возвращается в Панкратиевский монастырь. Дома он узнал, что приехала его мать. На другой день, после службы, он встречался с матерью и племянницей Катей. Мать стеснялась архиерея и говорила с ним почтительно. Вечером в храме преосвященный сидел в алтаре и плакал. Несмотря на то, что он достиг всего, что хотел, ему не хотелось умирать, его волновала надежда на будущее — та же, что была в детском и юношеском возрасте.
В четверг в соборе была его мать, и архиерей чувствовал себя бодрым и счастливым. Однако болезнь брала свое — его ноги совсем онемели и он боялся, что упадёт. На следующий день утром у него началось кровотечение. Это был брюшной тиф. Мать, видя, в каком сын состоянии, назвала его Павлушей, сыночком. Архиерей уже не мог говорить и представлял, что «он, уже простой, обыкновенный человек, идёт по полю, свободен теперь, как птица, может идти куда угодно!» В субботу перед Пасхой он скончался.
Через месяц был назначен новый архиерей. Об архиерее Петре уже не вспоминали, а позже и вовсе забыли. Только его старая мать, когда по вечерам выходила на выгон за коровой, рассказывала встречным женщинам, что её сын был архиереем. Не все женщины верили ей.

## Экранизация
По рассказам А. П. Чехова «Архиерей», «Княгиня», «Святой» в 1990 году снят фильм «Ныне прославися сын человеческий» (СССР), режиссёр Артур Войтецкий.

## Театральные постановки
В 1994 году композитор Виталий Семёнович Ходош представил кантату «По прочтении „Архиерея“ А. П. Чехова». Впервые она была исполнена в Таганроге в 1995 году камерным хором «Лик» в рамках одноименной литературно-музыкальной композиции. Постановку представили в Таганрогском драматическом театре имени А. П. Чехова. В 2005 году был снят одноименный кинофильм. Рассказ читает артист Владимир Бабаев.
Исполнение «Архиерея» хором «Лик» совместно с Владимиром Бабаевым считается одной из визитных карточек Таганрога. Литературно-музыкальное произведение играется на сценах города ежегодно в преддверии дня рождения Антона Чехова 29 января уже на протяжении 30 лет. 